# El rei barbabec
El rei barbabec és un conte recollit pels germans Grimm que narra com una princesa orgullosa esdevé una bona esposa.

## Argument
Una jove princesa era bella però massa orgullosa i cada cop que un pretendent venia a demanar-la en matrimoni ella el rebutjava i es burlava d'ell amb crueltat. Un d'ells tenia una llarga barba que s'assemblava al bec d'un ocell i la princesa va titllar l'home de "rei barbabec" fins a fer-lo fora. El seu pare, enfadat, va dir-li que es casaria amb el primer que entrés per la porta, ja que cap candidat no era prou bo per a ella. Poca estona després d'aquestes paraules va entrar un home que va declarar viure cuidant porcs. Malgrat les protestes de la seva filla, es va celebrar el matrimoni i la princesa va anar a parar a la seva nova llar, una humil cabana.
Allà havia de treballar de sol a sol per aconseguir menjar, mentre ajudava el seu espòs amb els porcs i a vendre terrissa al mercat. Al principi només plorava però després es va acostumar i admirava la compassió del seu marit, qui tot i ser molt pobre sempre ajudava els altres, fins i tot guardant menjar per als ratolins. Ella va començar a imitar-lo i el seu cor es va endolcir. Un dia, ell li va dir que li havia trobat una feina com a serventa al palau d'un rei anomenat barbabec. La jove va reconèixer l'antic pretendent rebutjat i li feia molta vergonya accedir ara al castell com a criada i no com a reina, però ho va fer pel seu marit, a qui estimava molt.
Mesos més tard el rei barbabec va celebrar un ball per a tots els prínceps dels voltants. La noia va acostar-se a la sala i se li van caure les engrunes que portava a la faldilla mentre els ratolins la seguien. Els cortesans van començar a riure's d'ella fins que una veu els va aturar. Llavors va aparèixer el seu marit, vestit ricament, amb el seu pare i li va confessar que era el rei barbabec, qui s'havia afaitat i disfressar per poder accedir a ella i ensenyar-li a no ser tan orgullosa. La noia va començar a plorar i demanar perdó mentre unes serventes li acostaven vestits de ball. Després de la festa es va presentar com a reina i ella va demanar al seu espòs que es tornés a deixar créixer la barba.

## Anàlisi
El conte correspon al tipus 900 de la classificació Aarne-Thompson on un marit ensenya a la seva esposa a comportar-se correctament. Altres històries similars són La feréstega domada de Shakespeare, el conte Cannetella de Giambattista Basile o el conte popular danès "Peus grisos". La història conté alguns dels elements propis del conte de fades, com la repetició d'episodis (l'esposa aprèn a ser humil repetint les accions de servei), les aparences enganyoses (la disfressa del rei barbabec com cuidador de porcs) i el final feliç amb un matrimoni reial. El caràcter moral de la història, en aquest cas una crítica a l'orgull estava igualment molt present en aquest tipus de relats.